# 말레이피그미땃쥐
말레이피그미땃쥐(Suncus malayanus)는 땃쥐과의 포유류이다. 말레이시아와 태국에서 발견된다. 자연 서식지는 아열대 또는 열대 기후 지역의 건조림이다.